# Homa Darabi
Homa Darabi (tháng Giêng 1940—21.2.1994 tại Tehran) là một bác sĩ nhi khoa, bác sĩ bệnh tâm thần, và nhà tranh đấu cho nữ quyền người Iran.

## Tiểu sử
Bà bắt đầu học Y học ở Đại học Tehran từ năm 1959. Năm 1960, bà bị bắt giam trong thời gian ngắn vì chống đối chế độ cai trị của Mohammad Reza Pahlavi. Sau khi tốt nghiệp bà hành nghề ở một làng nông thôn.
Năm 1968, bà sang Hoa Kỳ tiếp tục học và được phép hành nghề ở New Jersey, New York, và California, trong 9 năm.
Năm 1976, bà trở về Iran làm giám đốc "Bệnh viện tâm thần nhi đồng" của Đại học Tehran. Sau cuộc Cách mạng Hồi giáo, chính phủ chuyển bà sang làm việc ở "Bệnh viện Iman Hussein" vào năm 1990. Giám đốc bệnh viện này là một người Hồi giáo cực đoan, yêu cầu bà phải mặc chador (một loại áo của phụ nữ Hồi giáo Iran, trùm kín từ đầu tới chân, chỉ chừa phần mặt). khi làm việc. Bà từ chối và bị sa thải.
Sau đó bà mở phòng khám bệnh riêng, nhưng thường bị các viên chức chính quyền quấy nhiễu gây khó khăn, kể cả đối với các bệnh nhân của bà, đến nỗi rút cuộc không còn bệnh nhân nào dám đến khám bệnh. Bà buộc phải đóng cửa phòng khám bệnh của mình.

## Tự thiêu
Ngày thứ Hai 21.2.1994 - khoảng một tháng sau khi một cô gái 16 tuổi bị bắn chết ở Tehran vì dùng son bôi môi – Darabi lái xe tới "Quảng trường Tajrish", một nơi buôn bán sầm uất ở khu bắc Tehran. Khoảng lúc 3 giờ chiều bà tưới can dầu lên đầu, rồi châm lửa tự thiêu trong khi hét lên "Đả đảo chính thể chuyên chế, áp bức! Tự do muôn năm! Vạn tuế Iran!". Bà qua đời lúc 1 giờ sáng ngày hôm sau.
Người em gái của bà, Parvin Darabi đã lập ra "Quỹ Dr. Homa Darabi" để tưởng nhớ bà, và cùng với người con trai viết chung một quyển tiểu sử của Dr. Darabi mang tên Rage Against the Veil.

## Gia đình
Năm 1963, bà kết hôn với một bạn học cùng lớp. Bà có hai người con gái.